# Consiliul Național Secuiesc (1918-1919)
Consiliul Național Secuiesc a fost un organ politic național al secuilor din Transilvania înființat în perioada care a urmat după Primul Război Mondial. A fost format în luna noiembrie 1918 la Budapesta, ca urmare a susținerii active a liderilor Benedek Jancsó, Dénes Sebess, Gábor Ugron și Nándor Urmánczy și sub coordonarea conților originari din Transilvania István Bethlen și Pál Teleki.

## Înființare
La 12, 13 și respectiv 15 noiembrie 1918 au luat ființă la Cluj, Budapesta și Târgu Secuiesc mai multe consilii naționale secuiești, iar la 17 noiembrie a avut loc o întâlnire a membrilor acestora la Budapesta, la aceasta participând și delegați din Gheorgheni și Târgu Mureș. La 19 noiembrie s-a constituit la Budapesta la inițiativa lui István Bethlen un comitet cu largă reprezentativitate.

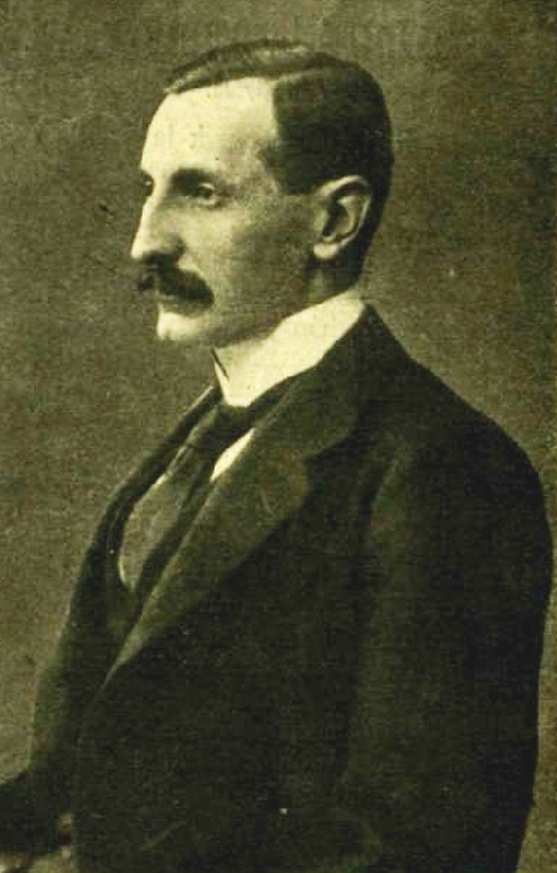
Deputatul secui Gábor Ugron
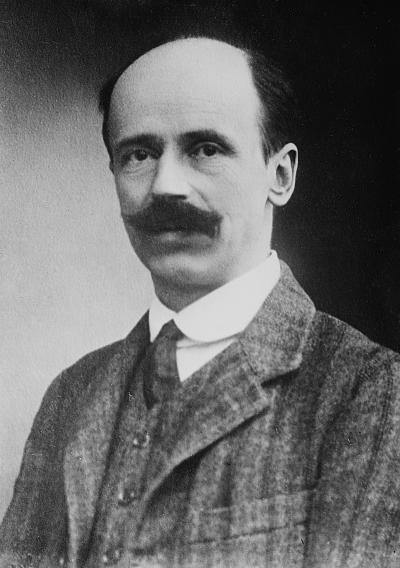
Contele István Bethlen
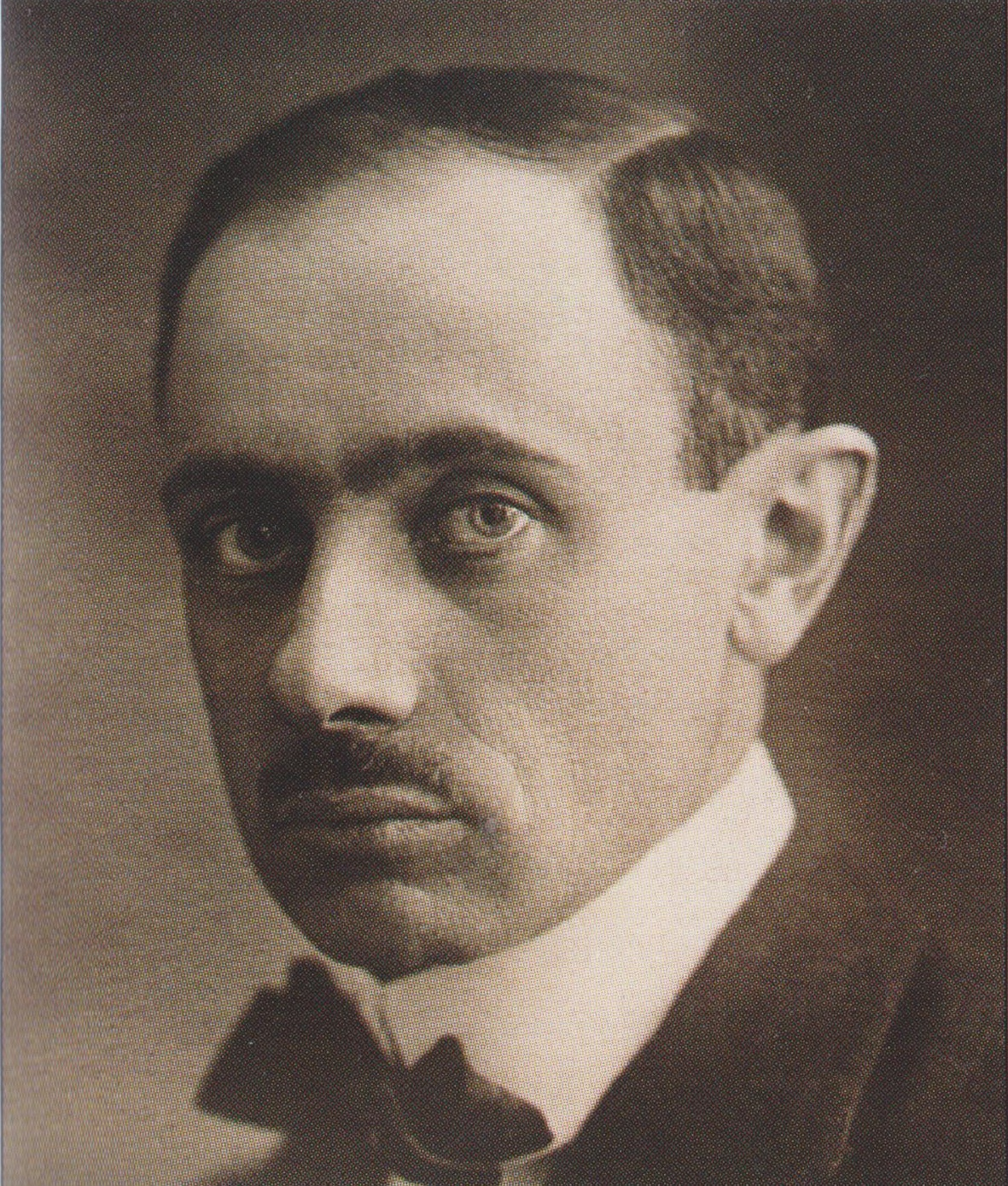
Contele Pál Teleki

## Activitate
Acest consiliu a avut un caracter politic și a militat pentru înființarea unei viitoare republici secuiești. Astfel, cu toate că reprezentanții consiliului și-au declarat loialitatea față de statul ungar, și-au declarat în aceeași perioadă și disponibilitatea de a acționa în numele unei republici secuiești independente, organism statal care ar fi putut să rezulte prin autodeterminare și să aibă la bază principiile wilsoniene.
De asemenea, consiliul de la Budapesta s-a implicat și în organizarea și susținerea Diviziei Secuiești, forță militară dispusă să lupte pentru menținerea Transilvaniei în granițele statului ungar. Astfel, membrii consiliului au reușit să adune o mare cantitate de arme, să acumuleze fonduri consistente și să recruteze – cu predilecție din rândul unităților  militare demobilizate care se întorceau de pe frontul italian, un număr de soldați secui.